# От Локен
От Локен (фр. Haut-Loquin) насеље је и општина у североисточној Француској у региону Север-Па д Кале, у департману Па де Кале која припада префектури Сент Омер.
По подацима из 2011. године у општини је живело 166 становника, а густина насељености је износила 30,35 становника/km². Општина се простире на површини од 5,47 km². Налази се на средњој надморској висини од 110 метара (максималној 210 m, а минималној 78 m).

## Демографија
| 1962. | 1968. | 1975. | 1982. | 1990. | 1999. | 2011. |
| ----- | ----- | ----- | ----- | ----- | ----- | ----- |
| 156   | 164   | 149   | 151   | 145   | 133   | 166   |

График промене броја становника у току последњих година